# 크리스티안 올손
크리스티안 올손(스웨덴어: Christian Olsson, 1980년 1월 25일 ~ )은 스웨덴의 육상 선수로 높이뛰기와 세단뛰기를 전문적으로 활약하였다.
예테보리에서 태어나 2001년 세계 육상 선수권 대회에서 은메달을 따면서 국제 무대에 들어선 올손은 국내 실외 기록 17.79m와 실내 기록 17.83m를 보유하였다. 국내 선수권 대회를 7번이나 우승하고, 높이뛰기에서 국내 수준에 성공적으로 나갔다.
2004년 3월 7일 세계 실내 선수권 대회에서 17.83m를 도약하여 세계 기록을 조화시켰다. 아테네 올림픽에서는 17.79m를 도약하여 국내 기록을 깨면서 금메달을 획득하였다. 6개의 도약들 중에 4개는 은메달을 획득한 마리안 오프레아보다 더 길었다고 한다.
2004/2005 시즌의 가을과 겨울에 발 부상을 당하여 완전한 스피드에 세단 뛰기를 할 수 있음으로부터 방지하였다. 부상 이후, 그의 첫 시합은 2006년 6월 17.09m를 도약하고 정상적으로 돌아온 거 같이 보였다. 1달 후 고향에서 열린 유럽 육상 선수권 대회를 17.67m와 함께 우승하였다.
2007년 실내 시즌의 시작에 다시 부상을 당하여 유럽 실내 선수권 대회에서 시합을 가질 수 없었다. 6월 오슬로에서 열린 국제 아마추어 육상 연맹이 주최한 골든 리그에 돌아와 17.33m를 도약하고, 다음 달에 파리에서 열린 골든 리그에서 17.56m와 우승하였다.
오사카에서 열린 세계 육상 선수권 대회에 나갔으나, 훈련 도중에 생긴 부상으로 시합이 열리기 전에 철수해야 하였다.
2008년 시즌에 더 이상 시합에 나갈 수 없다는 공고를 하면서, 베이징 올림픽에 참가하지 않겠다는 선언을 하였다. 스포츠에서 은퇴할 예정이었던 올손은 스웨덴 올림픽 팀의 요구로 개막식에서 기수로 나가는 것을 동의하였다.
2009년 8월 3일 말뫼에서 열린 국내 선수권 대회에서 16.72m와 함께 우승하였다.